# エンリケ・エスカランテ
エンリケ・エスカランテ（Enrique Escalante、1984年8月6日 - ）は、プエルトリコの男子バレーボール選手。